# Casa di Marcus Terentius Eudoxus

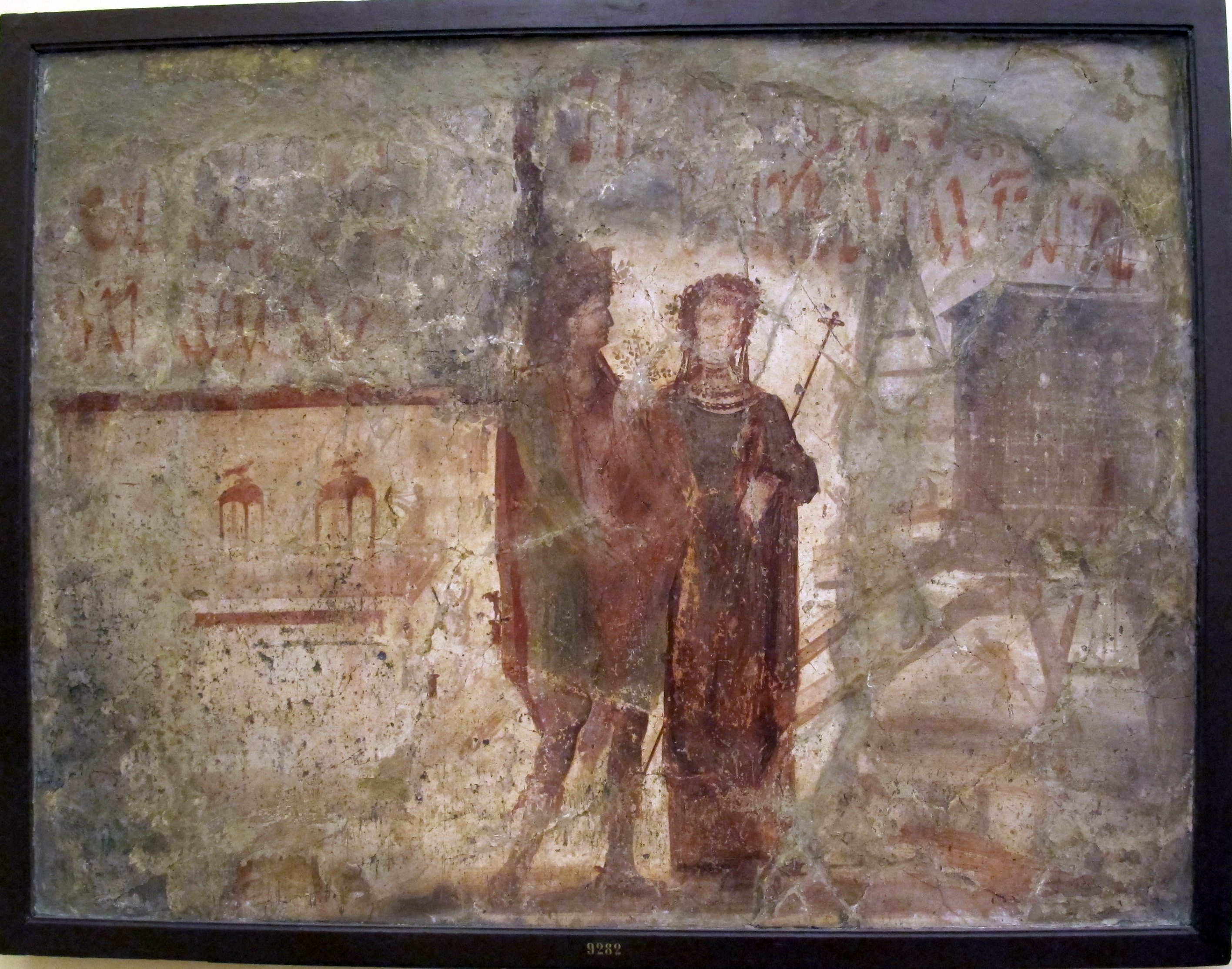
Fassadenbild, heute in Neapel

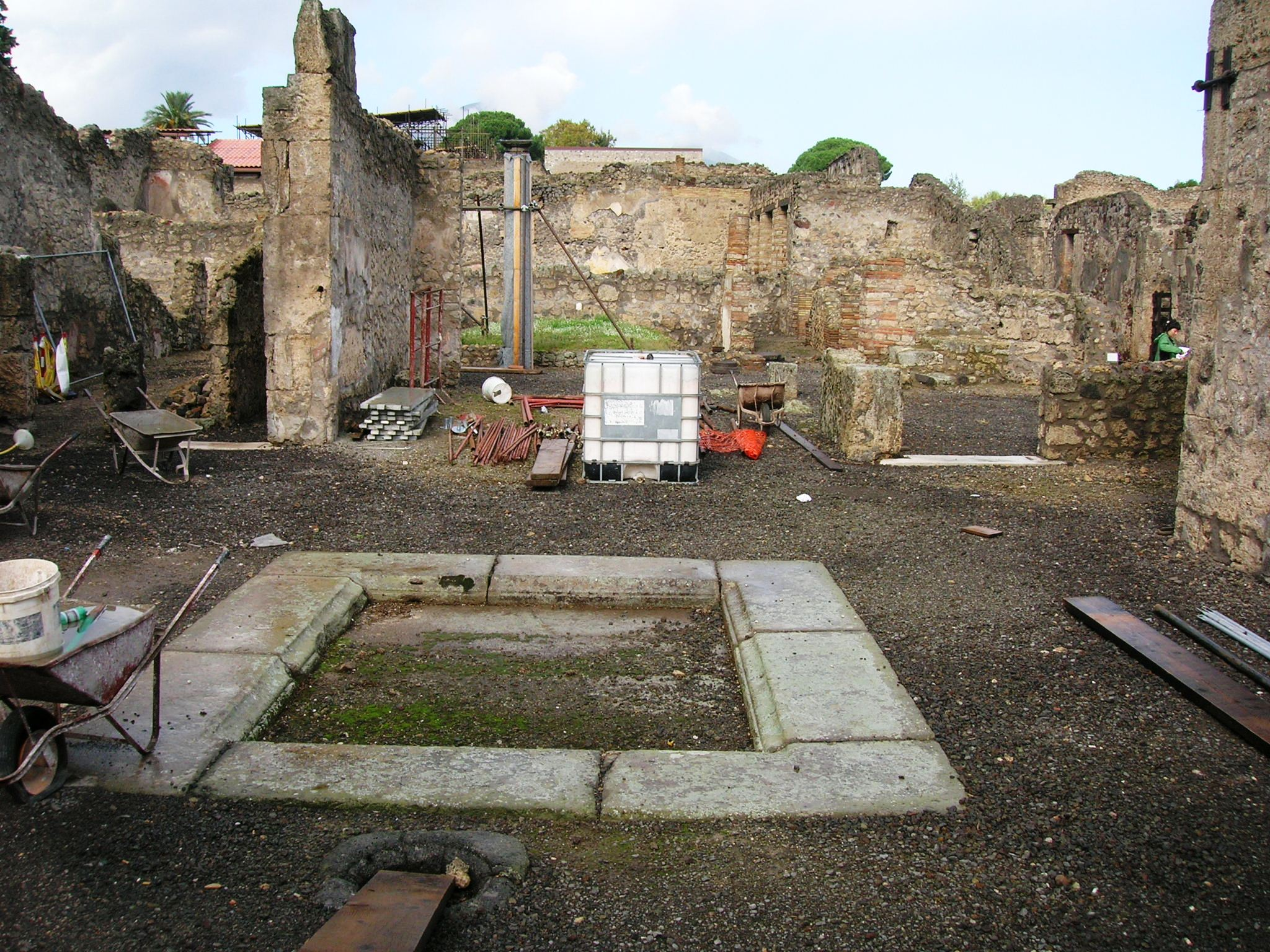
Das Atrium des Hauses

Die Casa di Marcus Terentius Eudoxus (Haus des Marcus Terentius Eudoxus, auch Casa del Forno di ferro oder Casa e Officina Textoria di M. Terentius Eudoxus) ist ein Wohnhaus mit Werkstatt in Pompeji (VI 13.6). Das Haus wurde 1833, 1837, 1846 und 1873 ausgegraben. Es erlitt im Zweiten Weltkrieg Bombenschäden. Der Name des eventuellen Hausbesitzers Marcus Terentius Eudoxus fand sich in einem Graffito in einem Cubiculum (Schlafzimmer).
Das ursprünglich zweigeschossige Haus besitzt ein Atrium und ein Peristyl. Das Innere des Hauses war einst mit Malereien im 4. Stil dekoriert, doch ist davon heute kaum noch etwas erhalten. Einzelne Bilder sind von Zeichnungen des 19. Jahrhunderts her bekannt. Auf der Fassade befand sich das Bild zweier Gottheiten. Dieses Wandgemälde befindet sich heute im Archäologischen Nationalmuseum Neapel (Inv. Nr. 9282). Im Haus fanden sich Fragmente eines Mosaiks, die vom Obergeschoss stammen. Zudem kam wertvoller Schmuck zu Tage. Auf den Säulen im Peristyl fanden sich Namen und Berufsbezeichnungen von Webern, die darauf hindeuten, dass das Haus oder Teile davon als Weberei dienten. Im Haus fanden sich auch Webgewichte. Eine Weberin hieß Maria, was ein Hinweis darauf sein könnte, dass sie Jüdin war.